# Гряды (Московская область)
Гряды — деревня в Волоколамском районе Московской области России.
Относится к сельскому поселению Чисменское, до муниципальной реформы 2006 года относилась к Чисменскому сельскому округу. Население — 620 чел. (2010).

## Население
| 1852 | 1859 | 1926 | 2002 | 2006 | 2010 |
| ---- | ---- | ---- | ---- | ---- | ---- |
| 196  | ↗218 | ↗220 | ↗740 | ↗841 | ↘620 |

## Расположение
Деревня Гряды расположена около Волоколамского и Новорижского шоссе. Граничит с посёлком Чисмена. Около деревни находится станция Чисмена Рижского направления Московской железной дороги и берёт начало река Гряда (бассейн Рузы). В деревне 1 микрорайон, 9 улиц, 4 переулка, зарегистрировано 4 садовых товарищества.

## Исторические сведения
При межевании 1768 года значилась как «д. Селихова, а по мирскому званию Майтинка, она же и Гряда». На карте Московской губернии 1860 года Ф. Ф. Шуберта — деревня Гряда.
В «Списке населённых мест» 1862 года Гряды — владельческая деревня 2-го стана Волоколамского уезда Московской губернии на почтовом Московском тракте (из Волоколамска), в 16½ верстах от уездного города, при безымянной речке, с 35 дворами, почтовой станцией и 218 жителями (107 мужчин, 111 женщин).
По данным на 1890 год — центр Аннинской волости Волоколамского уезда, число душ мужского пола составляло 100 человек.
В 1913 году — 39 дворов.
По материалам Всесоюзной переписи населения 1926 года — деревня Покровского сельсовета Аннинской волости, проживало 220 жителей (93 мужчины, 127 женщин), насчитывалось 46 крестьянских хозяйств.
С 1929 года — населённый пункт в составе Волоколамского района Московской области.